# Tarr Nunatak
Tarr Nunatak är en nunatak i Antarktis. Den ligger i Östantarktis. Nya Zeeland gör anspråk på området. Toppen på Tarr Nunatak är 1 700 meter över havet.
Terrängen runt Tarr Nunatak är huvudsakligen bergig, men den allra närmaste omgivningen är kuperad. Trakten är obefolkad. Det finns inga samhällen i närheten. 